# 川上蓁
川上 蓁（かわかみ しん、1926年1月11日 - 2011年9月10日）は、日本の音声学者、日本語学者。國學院大學名誉教授。

## 略歴
1926年（大正15）、東京に生まれる。
1957年（昭和32）、國學院大學卒業。國學院大學助教授、教授を経て、1993年（平成5）、國學院大學名誉教授。
2011年（平成23）、逝去。85歳。

## 業績
日本語の音調を研究した。東京方言について、音調の急激な下降であるアクセントと、句頭の上昇（句音調）を分離した。

## 主な著書
- 『日本語アクセント法』学書房、1973年
- 『日本語音声概説』桜楓社、1977年
- 『日本語アクセント論集』汲古書院、1995年